# Landsbro
Landsbro – miejscowość (tätort) w Szwecji, w regionie administracyjnym (län) Jönköping, w gminie Vetlanda.
Według danych Szwedzkiego Urzędu Statystycznego liczba ludności wyniosła: 1438 (31 grudnia 2015), 1540 (31 grudnia 2018) i 1530 (31 grudnia 2019).